# Kochia cheelii
Kochia cheelii är en amarantväxtart som beskrevs av R. H. Anderson. Kochia cheelii ingår i släktet Kochia och familjen amarantväxter. Inga underarter finns listade i Catalogue of Life.